# 馬龍 (成化戊戌進士)
馬龍，字文祥，山東濟南府齊東縣（今屬濱州市）人，軍籍，明朝政治人物。

## 生平
早年出身國子生。山東鄉試第四十三名。成化十四年（1478年）戊戌科三甲第一百五十八名進士。任刑科給事中，謫陝西岐山縣縣丞，歷陞三原縣知縣，河南汝寧府同知，升開封府、湖廣襄陽府知府，拜浙江布政司參政，江西左右布政使，所至卓有政聲。

## 家族
曾祖父馬德新。祖父馬瑄。父亲馬騤，曾任州判官。